# Bitterling
Bitterling (Rhodeus amarus), art i familjen karpfiskar. 

## Beskrivning
Bitterlingen är en liten karpfisk med en hög kropp, sammantryckt från sidorna. Färgen är silveraktig, med en blå sidostrimma på den bakre delen av kroppen. Sidolinje saknas nästan helt. Den kan bli drygt 9 cm lång, men blir vanligtvis inte mer än omkring 5 cm.

## Vanor
Arten lever i stillastående eller långsamflytande sötvatten med rik växtlighet och sandig eller gyttjig botten. Födan består främst av växter, och i mindre utsträckning maskar, kräftdjur och insektslarver. Bitterlingen kan bli 5 år gammal; många individer dör dock efter leken.

### Fortplantning
Bitterlingen är känd för sin ovanliga metod för fortplantning. I samband med lektiden utvecklar honan ett långt äggläggningsrör. Försök i akvarier har visat att hon endast utvecklar det om det finns sötvattensmusslor i närheten. Hanen väljer ut en mussla och efter inspektion för honan in sitt äggläggningsrör i musslan och lägger ett par ägg som fastnar på musslans gälar. Hanen gjuter därefter sin mjölke över musslan, denna sugs in i musslan med andningsvattnet och befruktar äggen. Processen upprepas sedan tills mellan 40 och 100 ägg har lagts. Larverna utvecklas inne i musslan och lever på innehållet i sin gulesäck utan att skada värden. De lämnar musslan när innehållet i gulesäcken är förbrukat. Ungarnas utveckling varar i ungefär en månad.

## Utbredning
Utbredningsområdet omfattar den europeiska kontinenten med västgräns i norra Frankrike, nordgräns vid Tysklands och Polens nordgränser, sydgräns vid Italiens nordgräns och centrala Balkan (den saknas dock i Grekland) samt västligaste Turkiet, samt östgräns i Ukraina och Vitryssland. Den förekommer även i centrala och södra Frankrike, Baltikum, västra Ryssland och Azerbajdzjan, dock utan att fortplanta sig i de senare områdena.

## Kommersiell och vetenskaplig användning
Bitterlingen fiskas inte på grund av sin bittra smak (därav namnet). Det förekommer dock att den används till agn.
Honorna användes tidigare som test för kvinnornas graviditet. När urin med hormoner som utvecklas vid graviditet injiceras i fisken utvecklas ett äggläggningsrör.